# Lithobius luteus
Lithobius luteus är en mångfotingart som beskrevs av Imre Loksa 1948. Lithobius luteus ingår i släktet Lithobius och familjen stenkrypare.
Artens utbredningsområde är:
- Tjeckien.
- Ungern.
- Rumänien.

Inga underarter finns listade i Catalogue of Life.